# Про мовні аспекти перекладу
«Про мовні аспекти перекладу» (англ. On Linguistic Aspects of Translation) — есе, написане у 1959 році Романом Якобсоном, американським мовознавцем російського походження, і опубліковане в збірнику «On Translation», що містить сімнадцять наукових статей під редакцією Рюбена Артура Брауера. Видання вийшло друком у Кембриджі, штат Массачусетс, США, і присвячене різноаспектному аналізу перекладацької діяльності.
У своєму есе Якобсон стверджує, що значення слова є мовним феноменом. Спираючись на положення семіотики, мовознавець висуває тезу про те, що значення формується не на рівні означуваного, а на рівні означника, тобто словесного знака. Відповідно, саме мовний словесний знак виконує функцію надання об'єкту значення.
Згідно з класифікацією, запропонованою Якобсоном, виокремлюються внутрішньомовний, міжмовний та міжзнаковий типи перекладу. У випадку внутрішньомовного перекладу зміни відбуваються в межах однієї мовної системи: один знак (слово) замінюється іншим, що належить тій самій мові. Міжмовний переклад, зі свого боку, передбачає заміну словесного знака знаком з іншої мовної системи.
Останній тип інтерпретації, запропонований Якобсоном, — це міжзнаковий (інтерсеміотичний) переклад. У цьому випадку акцент зміщується з конкретних слів на смислове повідомлення в цілому. Перекладач у цьому разі зосереджується не на формі словесного знака, а на передачі змістової інформації.
Водночас мовознавець вводить поняття «взаємної перекладності» і стверджує, що при зіставленні будь-яких двох мов першочергову увагу слід звертати на можливість або неможливість їхнього взаємного перекладу. На його думку, граматична структура мови є одним з ключових чинників, що визначають її відмінність від інших мовних систем.
Окремий аспект дослідження стосується проблеми мовних лакун. Якобсон вважає, що будь-який когнітивний досвід може бути виражений мовними засобами. У випадках лексико-семантичного браку в мові перекладу, на його думку, можна застосовувати запозичення, неологізми або перифрази з метою компенсації.
Якобсон підкреслює, що одним із головних труднощів перекладу є граматична структура мови перекладу. Якщо граматичні системи мови перекладу та вихідної мови мають різний ступінь гнучкості, дотримання дослівної точності стає ускладненим. Також в есе аналізується взаємозв'язок між категорією роду та граматикою певної мови, що впливає на перекладну відповідність між мовами.